# Ward Bond
Wardell Edwin Bond (ur. 9 kwietnia 1903 w Benkelman, zm. 5 listopada 1960 w Dallas) – amerykański aktor filmowy i telewizyjny.

## Wybrana filmografia
seriale
- 1949: Suspense
- 1952: The Ford Television Theatre jako Hank
- 1954: Climax! jako szeryf
- 1957: Wagon Train jako major Seth Adams

film
- 1926: Obey the Law jako Kid Paris
- 1931: Jankes na dworze króla Artura jako rycerz królowej
- 1933: College Coach jako asystent trenera
- 1937: Tylko raz żyjemy jako strażnik
- 1939: Bębny nad Mohawkiem jako Adam Helmer
- 1940: Długa podróż do domu jako Yank
- 1941: Na tytoniowym szlaku jako kapitan Tim Harmon
- 1950: Pożegnaj się z jutrem jako inspektor Charles Weber
- 1953: Hondo jako Buffalo Baker
- 1953: Płynne złoto jako Dutch Peterson
- 1954: Johnny Guitar jako John McIvers
- 1957: Skrzydła orłów jako John Dodge
- 1959: Rio Bravo jako Pat Wheeler

## Wyróżnienia
Posiada swoją gwiazdę na Hollywoodzkiej Alei Gwiazd.